# Karl Ottfalk
Karl Lennart Ottfalk (* 3. Januar 2006) ist ein schwedischer Leichtathlet, der im Mittel- und Langstreckenlauf an den Start geht.

## Sportliche Laufbahn
Erste internationale Erfahrungen sammelte Karl Ottfalk beim Europäischen Olympischen Jugendfestival (EYOF) 2023 in Banská Bystrica, bei dem er in 8:23,80 min die Goldmedaille im 3000-Meter-Lauf gewann. Im Dezember wurde er bei den Crosslauf-Europameisterschaften in Dublin nach 18:41 min 38. im U20-Rennen. Im Jahr darauf belegte er bei den U20-Europameisterschaften in Jerusalem in 8:49,34 min den vierten Platz über 3000 Meter und im Dezember gelangte er bei den Crosslauf-Europameisterschaften in Turin nach 16:39 min ebenfalls auf Rang vier. Bei den Crosslauf-Weltmeisterschaften 2024 in Belgrad wurde er nach 25:17 min 43. im U20-Rennen und im August belegte er bei den U20-Weltmeisterschaften in Lima in 13:57,13 min den neunten Platz im 5000-Meter-Lauf und gelangte mit 8:23,14 min auf Rang sechs über 3000 Meter. Im Dezember wurde er bei den Crosslauf-Europameisterschaften in Antalya in 14:18 min Fünfter im U20-Rennen. Im Jahr darauf gewann er bei den U20-Europameisterschaften in Tampere in 14:14,78 min die Silbermedaille über 5000 Meter und sicherte sich in 8:46,43 min die Bronzemedaille über 3000 Meter.
2024 wurde Ottfalk schwedischer Meister im 5000-Meter-Lauf.

## Persönliche Bestleistungen
- 1500 Meter: 3:43,55 min, 16. Juni 2024 in Sollentuna
- 3000 Meter: 7:58,05 min, 4. Juli 2024 in Karlstad
- 5000 Meter: 13:57,13 min, 27. August 2024 in Lima
- 5-km-Straßenlauf: 13:50 min, 15. März 2025 in Leicester
- 10-km-Straßenlauf: 30:02 min, 12. Januar 2025 in Valencia